# Gratzfeld
Gratzfeld ist ein Ortsteil der Stadt Königswinter im nordrhein-westfälischen Rhein-Sieg-Kreis. Er gehört zum Stadtteil Eudenbach und zur Gemarkung des Oberhaus, am 30. September 2022 zählte er 42 Einwohner, zusammen mit dem benachbarten Hof Schwirzpohl 44 Einwohner.

## Geographie
Gratzfeld liegt am Rande des Niederwesterwalds im Nordwesten der Asbacher Hochfläche auf einem nach Norden und Osten zum Tal des Quirrenbachs abfallenden Bergrücken. Der Weiler umfasst Höhenlagen zwischen 210 und 230 m ü. NHN. Östlich grenzt der Staatsforst Siegburg an. Zu den nächstgelegenen Ortschaften gehören Rostingen und Faulenbitze im Nordosten, Eudenbach im Norden und Wülscheid (Stadt Bad Honnef) im Süden.

## Geschichte
Urkundlich in Erscheinung trat Gratzfeld vermutlich im Jahre 1212 als Gratisveld in einer Besitzurkunde der Propstei Oberpleis. Dieser gehörten in Gratzfeld zwei Höfe, aus denen der Ort entstanden ist. Der vermutlich auf einen der beiden Höfe zurückgehende Hof Ahlefeld ist ein umfangreicher Fachwerkhof, dessen älteste Teile von 1668 stammen. Ein weiterer Hof mit 9 Morgen Land befand sich im Besitz des Pastorats in Honnef. Von dem unmittelbar an Gratzfeld angrenzenden Hof Schwirzpohl aus, 1306 als Swyrzpul benannt, wurde das Waldgebiet der Propstei auf der Mußer Heide (auch Musser Heide) beaufsichtigt.
1555 wurde Gratzfeld in einer Erkundigung über die Gerichtsverfassung im Herzogtum Berg als eine von damals sechs Honschaften erwähnt, aus denen sich das Kirchspiel Oberpleis im bergischen Amt Blankenberg zusammensetzte. Im 17. Jahrhundert wurden die Honschaften Gratzfeld und Eudenbach zur Honschaft Oberhau vereinigt. Nach Auflösung des Herzogtums Berg im Jahre 1806 war Gratzfeld Teil der Kataster- bzw. Steuergemeinde Oberhau im Verwaltungsbezirk der Bürgermeisterei Oberpleis und wurde 1845/46 mit dem Oberhau in die neu gebildete Gemeinde Oberpleis eingegliedert. Gemäß Volkszählungen war Gratzfeld in der ersten Hälfte des 19. Jahrhunderts eine Ansammlung mehrerer Höfe, 1843 umfasste es 14 Wohngebäude. Über den damals erreichten Umfang wuchs der Ort nie hinaus.
Bis 1969 blieb Gratzfeld ein Ortsteil der Gemeinde Oberpleis.
Einwohnerentwicklung
| Jahr | Einwohner |
| ---- | --------- |
| 1816 | 70        |
| 1828 | 78        |
| 1843 | 96        |
| 1885 | 67        |
| 1905 | 62        |
| 1977 | 45        |

## Sehenswürdigkeiten

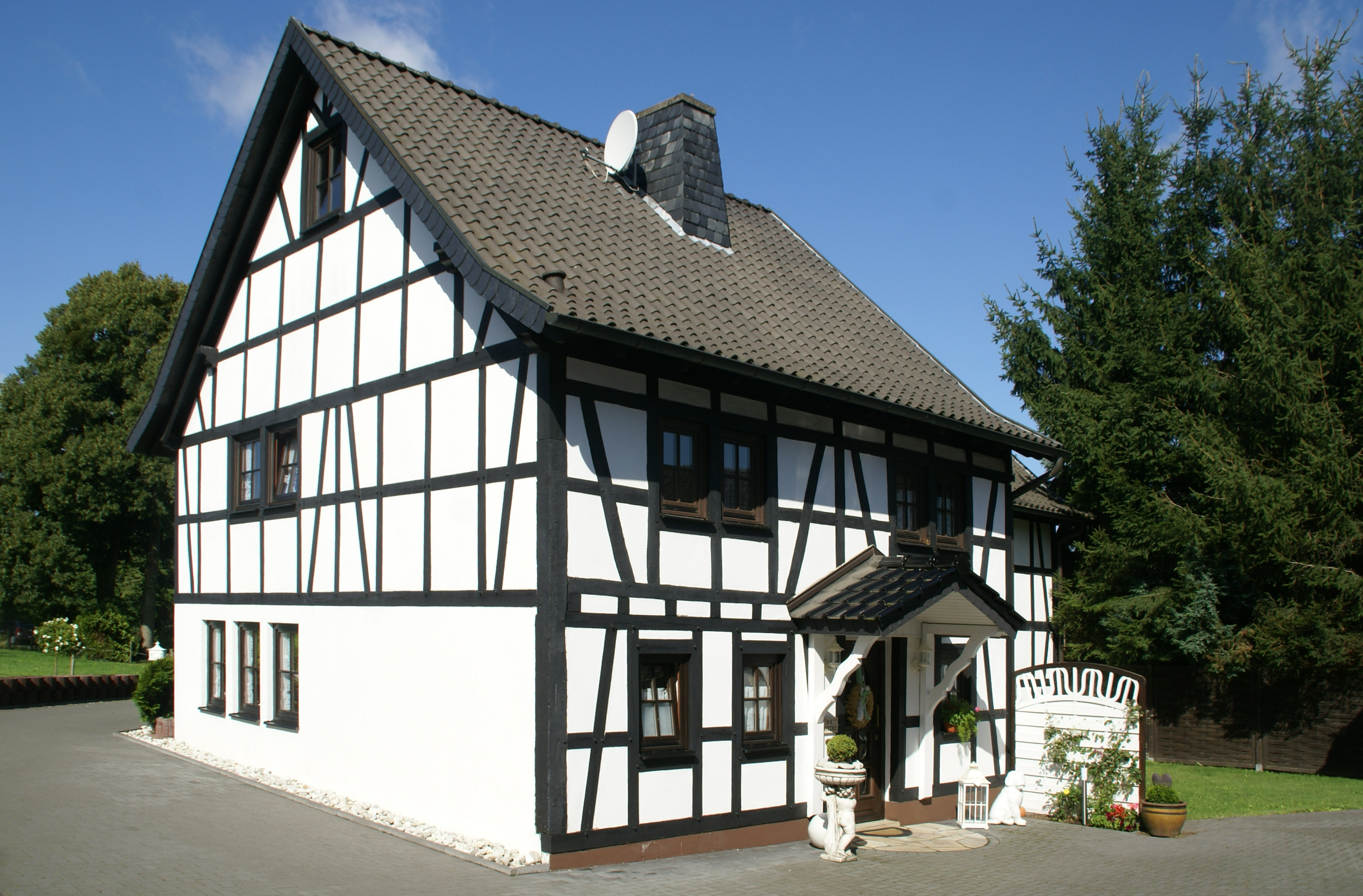
Hof Ahlefeld

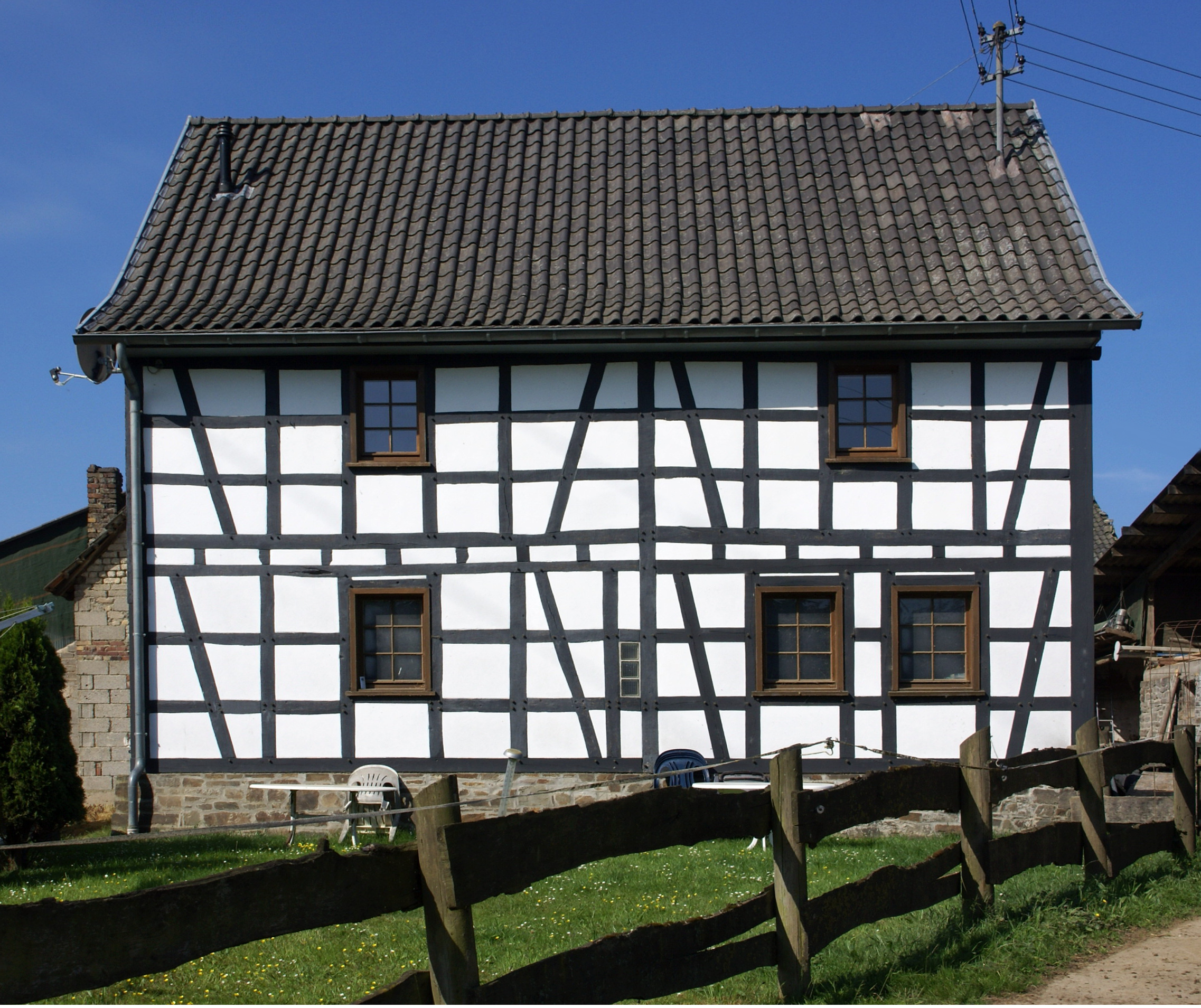
Schwirzpohler Straße 26

Als Baudenkmal unter Denkmalschutz stehen:
- der Hof Ahlefeld (Gratzfelder Straße 25), ein nach 1668 in mehreren Phasen entstandener Fachwerkhof; zweigeschossiges Wohnhaus in Ständerbauweise als Ursprungsgebäude, Erweiterungsbau (ebenfalls Wohngebäude) sowie Back- und „Krauthaus“ aus dem Beginn des 19. Jahrhunderts, freistehende Feldscheune aus der zweiten Hälfte des 19. Jahrhunderts; heute Erscheinungsbild eines „offenen Streuhofs bergischer Prägung“, früher vermutlich eines „Westerwälder Ernhauses“[13] (→ Eintrag in Denkmalliste)
- eine vierflügelige Hofanlage (Schwirzpohler Straße 26), zweigeschossiges Fachwerkhaus in Ständerbauweise mit Bruchsteinsockel, im Kern aus dem Jahre 1838, rückwärtige Fachwerkscheune von etwa 1903 (→ Eintrag in Denkmalliste)